# Pierre François Bressand de Raze
Pierre François Bressand de Raze est un homme politique français né le 22 décembre 1755 à Raze (Haute-Saône) et mort le 23 juin 1826 à Paris.

## Biographie
Avocat, il délaisse le barreau pour gérer sa fortune et surveiller ses propriétés. Il est membre de la Haute-Cour d'Orléans sous la Révolution, puis juge au tribunal révolutionnaire après le 9 thermidor. Maire de Raze sous le Consulat, conseiller général puis président du conseil général, il est député de la Haute-Saône de 1820 à 1826, siégeant dans la majorité soutenant les ministères de la Restauration.

## Sources
- « Pierre François Bressand de Raze », dans Adolphe Robert et Gaston Cougny, Dictionnaire des parlementaires français, Edgar Bourloton, 1889-1891 [détail de l’édition]